# Viola Ylipää
Viola Sofia Ylipää, senare Petrén, född 15 maj 1942 i Pajala församling, Norrbottens län, död 2 december 2010 i Österåker-Östra Ryds församling, Österåkers kommun, Stockholms län var en svensk längdskidåkare, tandhygienist och universitetslektor. Hon var en av de första tandhygienisterna i Sverige  med doktorsexamen.

## Yrkesliv
Viola Ylipää utbildade sig till tandsköterska och senare till tandhygienist, i bägge fallen i Umeå. Hon var sedan verksam som lärare vid tandhygienistutbildningen i Stockholm. År 2000 disputerade hon med en avhandling om tandhygienisters arbetsmiljö, hälsa och välbefinnade. Därefter var hon under några år universitetslektor vid Högskolan i Dalarna samt studierektor vid Nationella forskarskolan i vård och omsorg vid Karolinska institutet.

## Idrott
Viola Ylipää tillhörde under åren omkring 1970 den svenska eliten i längdskidåkning. Hennes främsta individuella merit är ett  svenskt mästerskap 1970 på distansen 5 kilometer. Hon var tävlade även som löpare och vann damklassen i Lidingöloppet 1968.

## Privatliv
Vid sin död var Viola Ylipää gift med Göran Petrén.
Hon är gravsatt på Pajala kyrkogård. 